# 西藏文化博物馆
39°59′22″N 116°24′53″E / 39.9893334°N 116.4146861°E

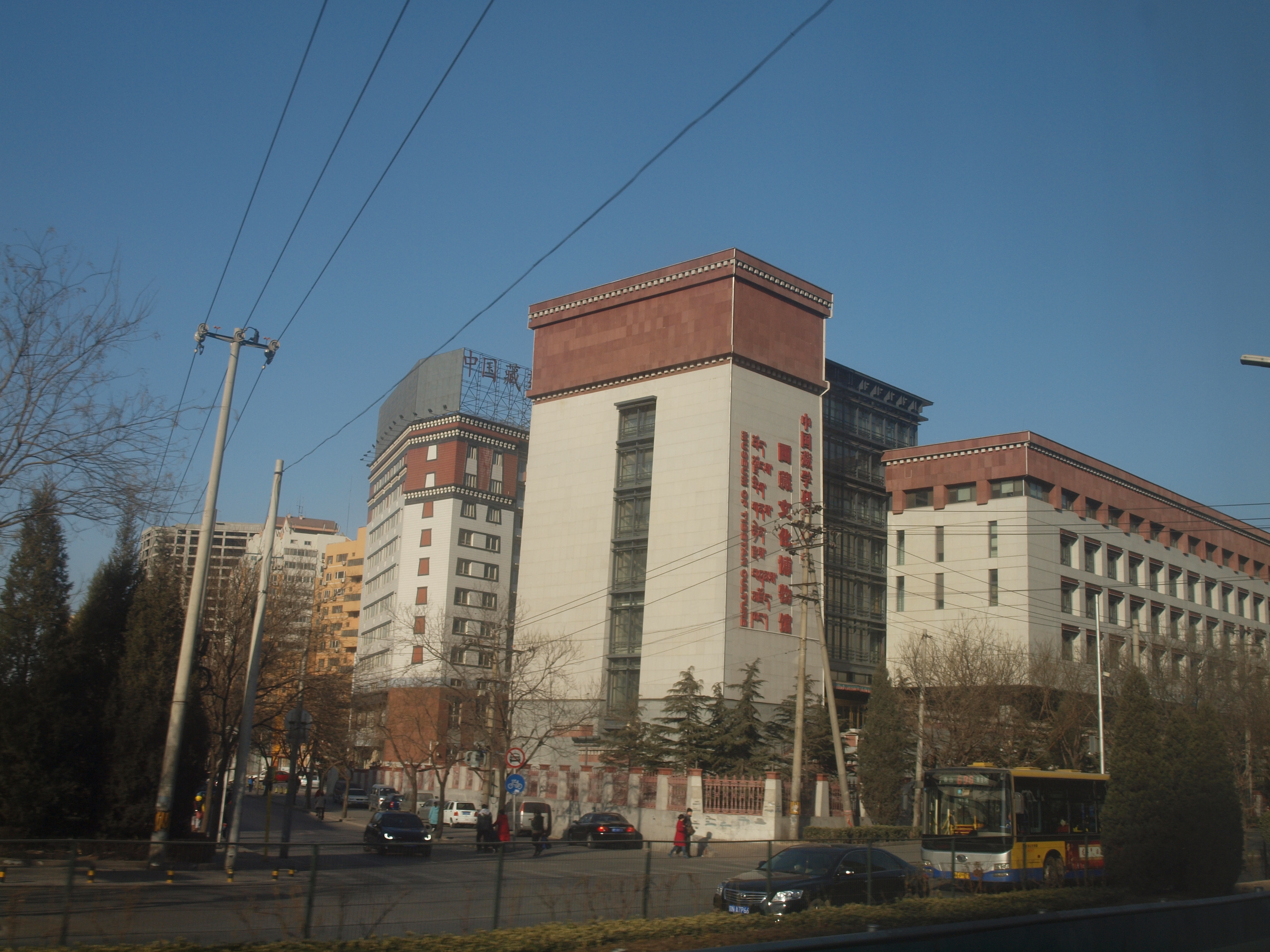

西藏文化博物馆，位于中国北京市朝阳区北四环东路131号中国藏学研究中心，是一家以展示藏族文化为主题的博物馆。

## 简介
西藏文化博物馆是北京市唯一一家国家级藏族文化博物馆。该博物馆隶属于中国藏学研究中心。2010年3月28日，西藏文化博物馆正式开馆，同日开始举办“雪域宝鉴”展览。